# Myotis chiloensis
Myotis chiloensis (Waterhouse, 1840) è un pipistrello della famiglia dei Vespertilionidi diffuso nell'America meridionale.

## Descrizione

### Dimensioni
Pipistrello di piccole dimensioni, con la lunghezza della testa e del corpo tra 41 e 51,4 mm, la lunghezza dell'avambraccio tra 36,2 e 43,2 mm, la lunghezza della coda tra 35,8 e 47,6 mm, la lunghezza del piede tra 6,5 e 9 mm, la lunghezza delle orecchie tra 13 e 15,8 mm e un peso fino a 8 g.

### Aspetto
La pelliccia è lunga e setosa. Le parti dorsali sono marrone scuro, mentre le parti ventrali sono più chiare, con dei riflessi grigiastri sull'addome. Le orecchie sono lunghe. Le ali sono attaccate posteriormente alla base delle dita dei piedi, i quali sono piccoli. La lunga coda è inclusa completamente nell'ampio uropatagio.

### Ecolocazione
Emette ultrasuoni a basso ciclo di lavoro con impulsi di breve durate a frequenza modulata a circa 43,4±1,2 kHz.

## Biologia

### Comportamento
Si rifugia nelle grotte, cavità degli alberi, crepacci e negli edifici. Durante i periodi invernali entra in ibernazione.

### Alimentazione
Si nutre di insetti catturati vicino a fonti d'acqua..

## Distribuzione e habitat
Questa specie è diffusa nel Cile centrale e meridionale a sud della città di Coquimbo, nella Terra del Fuoco, nelle isole di Wollaston e di Magallanes e nell'Argentina centro occidentale.
Vive nelle foreste della Patagonia e nelle savane e matorral delle zone costiere del Cile fino a 1.500 metri di altitudine.

## Conservazione
La IUCN Red List, considerato che è una specie comune, classifica M.chiloensis come specie a rischio minimo (Least Concern)).